# جون ر. بندر
جون ر. بندر (بالإنجليزية: John R. Bender)‏ هو لاعب كرة قدم أمريكية أمريكي، ولد في 14 مايو 1882 في سوتون في الولايات المتحدة، وتوفي في 24 يوليو 1928.

## وصلات خارجية
- جون ر. بندر على موقعبيزبول رفرنس.كوم (الدوري الثانوي) (الإنجليزية)